# Leeuwarderweg (wijk)
De Leeuwarderweg, statistisch Omgeving Leeuwarderweg en bungalowpark, is een woonwijk binnen de stad Sneek in de Nederlandse provincie Friesland. De wijk telt (in 2023) 780 inwoners en heeft een oppervlakte van 43 hectare (waarvan 5 hectare water).

## Ligging en bereikbaarheid
De wijk grenst in het noorden aan de wijk Pasveer, in het oosten aan de De Domp, in het zuiden aan de Binnenstad en de Het Eiland en in het westen aan de Bomenbuurt.
De grootste verkeersaders van de wijk zijn de Leeuwarderweg (in het westen) en de Groene Dijk (in het noorden). Waterwegen in de wijk zijn de Oudvaart, die de westelijke grens vormt en het Zomerrak, in het zuiden grenslijn.

## Historie en bebouwing

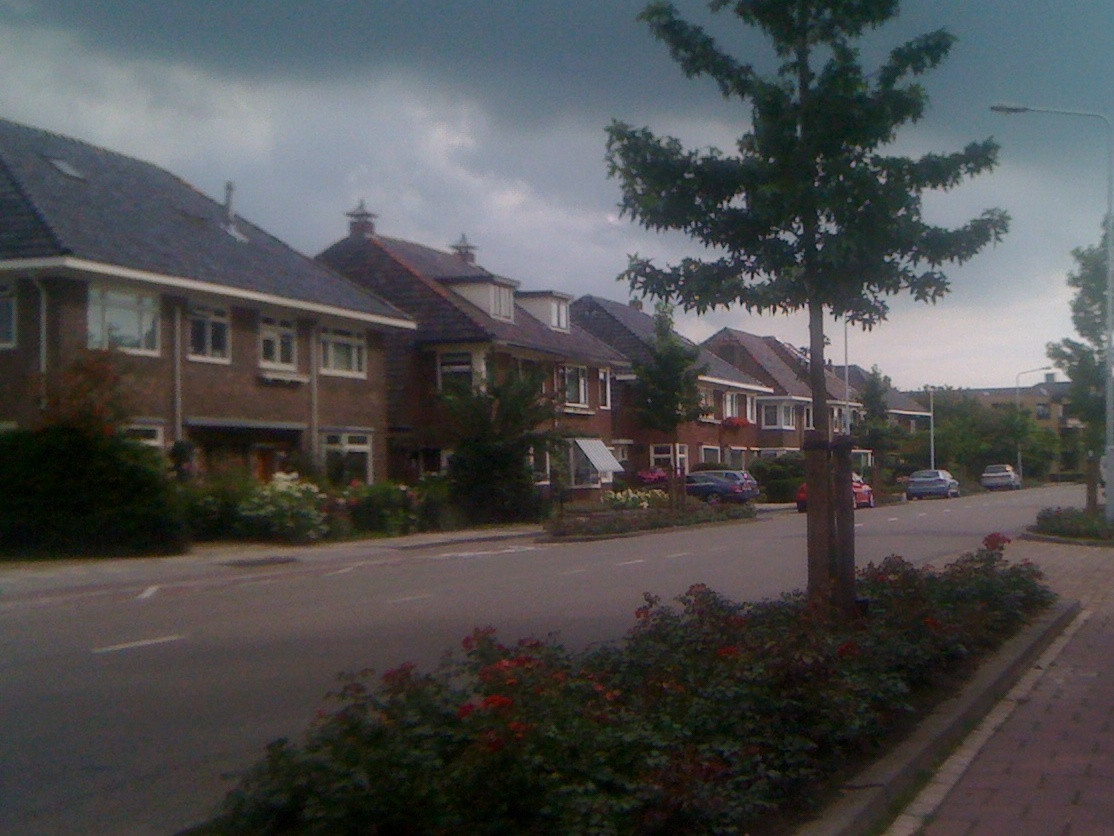
Een blik op de Leeuwarderweg (2011).

De eerste bebouwing van deze wijk vond plaats aan het Zomerrak. Rond 1860 was de binnenstad vol en werd hier, net als in de Noordoosthoek, buiten de stadswallen gebouwd. Aan de Leeuwarderweg volgden later statige huizen in de riante stijl van Engelsman Ebenezer Howard. In deze tijd werd ook het Sportpark Leeuwarderweg aangelegd.
Achter het Sportpark ligt het Burgemeester de Hooppark, met onder meer zwembad It Rak en de Joodse begraafplaats. Ten noorden van het park is in de jaren 70 een grote bungalowwijk gebouwd.

### Straatnaamverklaring
De straten in het zuiden van de wijk zijn vernoemd naar scheepsonderdelen. In het noorden zijn de staten vernoemd naar het Wiarda (geslacht).

### Bezienswaardigheden
In de wijk bevinden zich een rijksmonument (in het uiterste zuidwesten), te weten:
- Sportpark Leeuwarderweg

Verder zijn bezienswaardig, onder meer:
- De Joodse begraafplaats
- Joodsmonument
- Rivier de Oudvaart
- De voetgangers- en fietsbrug over de Oudvaart tussen de 1e Oosterkade en de Harinxmakade

## Voorzieningen
Onder meer de volgende voorzieningen bevinden zich in de wijk:
- Zwembad It Rak
- Het Burgemeester de Hooppark
- De Sneeker Jachthaven

Wijken:
Binnenstad ·
Bomenbuurt ·
De Domp ·
De Loten ·
Duinterpen ·
Harinxmaland ·
Hemdijk ·
Het Eiland ·
De Hemmen ·
Houkesloot ·
It Ges ·
Lemmerweg-Oost ·
Lemmerweg-West ·
Leeuwarderweg ·
Noorderhoek I ·
Noorderhoek II ·
Noordoosthoek ·
Oudvaart ·
Pasveer ·
Poort van Sneek ·
Sperkhem ·
Stadsfenne ·
Stationsbuurt ·
Tinga ·
Zwetteplan
Buurten:
Malta ·
Spitaal ·
Tuindorp